# Монсампьетро-Морико
Монсампьетро-Морико (итал. Monsampietro Morico) —  коммуна в Италии, располагается в регионе Марке, в провинции Фермо.
Население составляет 712 человека (2008 г.), плотность населения составляет 75 чел./км². Занимает площадь 10 км². Почтовый индекс — 63029. Телефонный код — 0734.
Покровителем коммуны почитается святой апостол Пётр, празднование 29 июня.

## Демография
Динамика населения:

## Администрация коммуны
- Официальный сайт: https://web.archive.org/web/20101127001039/http://www.provincia.ap.it/Monsampietro_Morico/